# Circuit RLC

Circuit RLC en sèrie

Un circuit RLC és un circuit elèctric que consisteix en una resistència (R), una bobina (L) i un condensador (C), connectats en sèrie o en paral·lel. Un circuit RLC és un circuit de segon ordre perquè qualsevol voltatge o corrent elèctric pot ser descrit amb una equació diferencial de segon ordre. Hi ha diversos paràmetres fonamentals que descriuen el comportament dels circuits RLC: la freqüència de ressonància, la freqüència natural de ressonància i el factor d'esmorteïment. La freqüència natural de ressonància en radiants per segon és:
{\displaystyle \omega _{o}={1 \over {\sqrt {LC}}}}
o en hertzs, és
{\displaystyle f_{o}={\omega _{o} \over 2\pi }={1 \over 2\pi {\sqrt {LC}}}}